# Francis Edward Bache

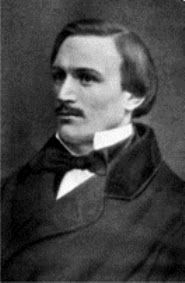
Francis Edward Bache

Francis Edward Bache (* 14. September 1833 in Birmingham, England; † 24. August 1858 ebenda) war ein englischer Komponist und Organist.

## Leben
Er genoss in England eine umfangreiche Ausbildung als Pianist und Organist (unter anderem war William Sterndale Bennett drei Jahre sein Lehrer).
Bache setzte 1853 seine Musikausbildung in Leipzig fort, wo er mit Moritz Hauptmann arbeitete. 1855 erkrankte er an Tuberkulose, von der sich bis zu seinem Tod 1858 nicht erholte.
Als er im Alter von 24 Jahren starb, hinterließ er eine beachtliche Anzahl von Kompositionen, darunter ein Manuskript des Klavierkonzertes in E-Dur. Es wurde in der Bibliothek der Royal Academy of Music aufbewahrt.
Dieses erschien 2006 bei Hyperion Records; wahrscheinlich ist es die Uraufführung und die Ersteinspielung.